# Молина ди Ледро
Молина ди Ледро (итал. Molina di Ledro) је насеље у Италији у округу Тренто, региону Трентино-Јужни Тирол.
Према процени из 2011. у насељу је живело 1064 становника. Насеље се налази на надморској висини од 633 м.

## Становништво
| 1931. | 1936. | 1951. | 1961. | 1971. | 1981. | 1991. | 2001. |
| ----- | ----- | ----- | ----- | ----- | ----- | ----- | ----- |
| 1.357 | 1.374 | 1.533 | 1.524 | 1.487 | 1.408 | 1.398 | 1.498 |